# Susanna Kallur
Susanna Elisabeth Kallur  (Long Island, 16. veljače 1981.), švedska atletičarka, europska prvakinja, glavna disciplina joj je 100 metara s preponama.
Susanna Kallur rođena je u Long Islandu u SAD-u, a trenutno živi u gradu Falunu u pokrajini Dalarna u središnjoj Švedskoj, Susanna ima dvojno državljanstvo. 
Njezina sestra blizanka Jenny Kallur, koga je mlađa četiri minute, je također švedska atletičarka njena glavna disciplina je 100 metara s preponama. One su kćeri bivšeg hokejaša Andreasa Kallura koji je osvojio četiri Stanleyjeva kupa. Susanne je visoka 1.69 m i teška 61 kg. Treneri su joj Torbjörn Eriksson i Karin Torneklint.

## Natjecanja
Na Europskome prvenstvu u Švedskome gradu Göteborgu 2006. godine postala je europska prvakinja.
Dvostruka je europska dvoranska prvakinja, osvojila je zlata 2005.godine u Madridu i 2006. godine u Birminghamu.
Na Svjetskome dvoranskome prvenstvu 2006. godine u Moskvi osvojila je broncu.

## Osobni rekordi
- 60 metara: 7,24 sek (Birmingham, 2007.)
- 60 metara s preponama: 7,68 sek (Karlsruhe, 2008.)
- 100 metara: 11,30 sek (Malmö, 2006.)
- 100 metara s preponama: 12,49 sek (Berlin, 2007.)
- 200 metara: 23,32 (Göteborg, 2005.)
- 800 metara: 2:27,87 (Huddinge, 1998.)[2]

## Vanjske poveznice
|  | Zajednički poslužitelj ima još gradiva o temi Susanna Kallur |

- Službena stranica Susannne Kallur  Arhivirana inačica izvorne stranice od 16. siječnja 2008. (Wayback Machine)
- fansite Susanna Kallur  Arhivirana inačica izvorne stranice od 21. kolovoza 2008. (Wayback Machine)